# Felsőegregy község
Felsőegregy község (románul: Comuna Agrij) község Szilágy megyében, Romániában. Központja Felsőegregy, hozzá tartozik Pusztarajtolc.

## Népessége
A 2011-es népszámlálás adatai alapján a község népessége 1370 fő volt.

## Története
1995-ben a községből kivált Ördögkút falu, és önálló községgé alakult.